# Puchar Ukrainy w piłce nożnej (1992)
Puchar Ukrainy 1992 - I rozgrywki ukraińskiej FFU, mające na celu wyłonienie zdobywcy krajowego Pucharu, który zakwalifikuje się tym samym do Puchar Zdobywców Pucharów sezonu 1992/93. Sezon trwał od 16 lutego 1992 do 31 maja 1992.
W sezonie 1992 rozgrywki te składały się z:
- meczów 1/32 finału,
- meczów 1/16 finału,
- dwumeczów 1/8 finału,
- dwumeczów 1/4 finału,
- dwumeczów 1/2 finału,
- meczu finałowego.

## Drużyny
Do rozgrywek Pucharu przystąpiło 45 klubów Wyższej i Pierwszej Lihi.
| Kluby Wyższej Lihi: | Kluby Pierwszej Lihi: |
| - Bukowyna Czerniowce - Czornomoreć Odessa - Dnipro Dniepropetrowsk - Dynamo Kijów - Karpaty Lwów - Kremiń Krzemieńczuk - Metalist Charków - Metałurh Zaporoże - Naftowyk Ochtyrka - Nywa Tarnopol - Nywa Winnica - Prykarpattia Iwano-Frankowsk - SKA Odessa - Sudnobudiwnyk Mikołajów - Szachtar Donieck - Tawrija Symferopol - Temp Szepietówka - Torpedo Zaporoże - Wołyń Łuck - Zoria-MAŁS Ługańsk | - Awtomobilist Sumy - Artanija Oczaków - Azoweć Mariupol - Chimik Siewierodonieck - Czajka Sewastopol - Desna Czernihów - Dnipro Czerkasy - Hałyczyna Drohobycz - Kołos Nikopol - Krystał Chersoń - Krystał Czortków - Krywbas Krzywy Róg - Podilla Chmielnicki - Polihraftechnika Oleksandria - Polissia Żytomierz - Pryładyst Mukaczewo - Roś Biała Cerkiew - SKA Kijów - Skała Stryj - Stal Ałczewsk - Szachtar Pawłohrad - Wahonobudiwnyk Stachanow - Weres Równe - Worskła Połtawa - Zakarpattia Użhorod |

## Terminarz rozgrywek

### 1/32 finału
| 10 lutego 1992               |     |                              |                |
| Podilla Chmielnicki          | 1:1 | Bukowyna Czerniowce          | (dod., k. 1:3) |
| 16 lutego 1992               |     |                              |                |
| Kołos Nikopol                | 1:2 | Polissia Żytomierz           |                |
| Stal Ałczewsk                | 2:1 | Zakarpattia Użhorod          |                |
| Wahonobudiwnyk Stachanow     | 1:1 | Chimik Siewierodonieck       | (dod., k. 4:3) |
| Awtomobilist Sumy            | 1:0 | Nywa Tarnopol                |                |
| Wołyń Łuck                   | 2:3 | Torpedo Zaporoże             |                |
| SKA Odessa                   | 1:1 | Sudnobudiwnyk Mikołajów      | (dod., k. 5:4) |
| SKA Kijów                    | 1:2 | Krywbas Krzywy Róg           | (dod.)         |
| Worskła Połtawa              | 1:0 | Desna Czernihów              |                |
| Artanija Oczaków             | 1:3 | Zoria-MAŁS Ługańsk           |                |
| Skała Stryj                  | 1:0 | Nywa Winnica                 | (dod.)         |
| Karpaty Lwów                 | 1:0 | Roś Biała Cerkiew            |                |
| Dnipro Czerkasy              | 1:0 | Weres Równe                  |                |
| Krystał Czortków             | 2:0 | Pryładyst Mukaczewo          |                |
| Szachtar Pawłohrad           | 2:1 | Krystał Chersoń              |                |
| Hałyczyna Drohobycz          | 0:2 | Naftowyk Ochtyrka            |                |
| Czajka Sewastopol            | 0:2 | Tawrija Symferopol           |                |
| Temp Szepietówka             | 1:2 | Kremiń Krzemieńczuk          |                |
| Polihraftechnika Oleksandria | 0:0 | Prykarpattia Iwano-Frankowsk | (dod., k. 4:3) |

### 1/16 finału
| 21 lutego 1992           |     |                              |                |
| Polissia Żytomierz       | 1:0 | Stal Ałczewsk                |                |
| 23 lutego 1992           |     |                              |                |
| Wahonobudiwnyk Stachanow | 2:0 | Awtomobilist Sumy            |                |
| Torpedo Zaporoże         | 3:0 | SKA Odessa                   |                |
| Krywbas Krzywy Róg       | 2:1 | Worskła Połtawa              |                |
| Zoria-MAŁS Ługańsk       | 1:2 | Skała Stryj                  |                |
| Karpaty Lwów             | 0:0 | Dnipro Czerkasy              | (dod., k. 4:2) |
| Krystał Czortków         | 2:0 | Szachtar Pawłohrad           |                |
| Naftowyk Ochtyrka        | 3:1 | Tawrija Symferopol           |                |
| Kremiń Krzemieńczuk      | 2:0 | Polihraftechnika Oleksandria |                |
| 28 lutego 1992           |     |                              |                |
| Bukowyna Czerniowce      | 1:0 | Azoweć Mariupol              | (dod.)         |

### 1/8 finału
|                           | 1 mecz | 2 mecz | Suma |                        |        |
| ------------------------- | ------ | ------ | ---- | ---------------------- | ------ |
| 28 lutego i 14 marca 1992 |        |        |      |                        |        |
| Dynamo Kijów              | 1:1    | 2:1    | 3:2  | Skała Stryj            | (dod.) |
| 1 marca i 14 marca 1992   |        |        |      |                        |        |
| Polissia Żytomierz        | 4:1    | 1:7    | 5:8  | Czornomoreć Odessa     |        |
| Torpedo Zaporoże          | 6:0    | 0:1    | 6:1  | Krywbas Krzywy Róg     |        |
| Karpaty Lwów              | 1:2    | 0:2    | 1:4  | Szachtar Donieck       |        |
| Krystał Czortków          | 1:2    | 0:2    | 1:4  | Metalist Charków       |        |
| Naftowyk Ochtyrka         | 1:1    | 1:0    | 2:1  | Kremiń Krzemieńczuk    |        |
| 2 marca i 14 marca 1992   |        |        |      |                        |        |
| Bukowyna Czerniowce       | 1:2    | 1:3    | 2:5  | Dnipro Dniepropetrowsk |        |
| 3 marca i 14 marca 1992   |        |        |      |                        |        |
| Wahonobudiwnyk Stachanow  | 1:0    | 0:7    | 1:7  | Metałurh Zaporoże      |        |

### 1/4 finału
|                                | 1 mecz | 2 mecz | Suma |                        |  |
| ------------------------------ | ------ | ------ | ---- | ---------------------- |  |
| 11 kwietnia i 28 kwietnia 1992 |        |        |      |                        |  |
| Metalist Charków               | 2:0    | 0:1    | 2:1  | Naftowyk Ochtyrka      |  |
| 11 kwietnia i 3 maja 1992      |        |        |      |                        |  |
| Czornomoreć Odessa             | 2:0    | 1:1    | 3:1  | Metałurh Zaporoże      |  |
| Torpedo Zaporoże               | 1:0    | 1:1    | 2:1  | Dynamo Kijów           |  |
| Szachtar Donieck               | 6:0    | 0:1    | 6:1  | Dnipro Dniepropetrowsk |  |

### 1/2 finału
|                        | 1 mecz | 2 mecz | Suma |                  |  |
| ---------------------- | ------ | ------ | ---- | ---------------- |  |
| 14 maja i 26 maja 1992 |        |        |      |                  |  |
| Czornomoreć Odessa     | 3:1    | 0:0    | 3:1  | Torpedo Zaporoże |  |
| Szachtar Donieck       | 0:1    | 1:1    | 1:2  | Metalist Charków |  |

### Finał
Mecz finałowy rozegrano 31 maja 1992 na Stadionie Republikańskim w stolicy Kijowie.
| Czornomoreć Odessa | 1:0 | Metalist Charków | (dod.) |

| Zdobywca Pucharu Ukrainy 1992 |
| ----------------------------- |
| Czornomoreć Odessa 1 tytuł    |
| złoto                         |

## Najlepsi strzelcy[1]
| Miejsce | Kraj    | Piłkarz            | Klub               | Mecze | Bramki(karne) |
| ------- | ------- | ------------------ | ------------------ | ----- | ------------- |
| 1       | Ukraina | Ołeksandr Zajeć    | Torpedo Zaporoże   | 8     | 6             |
| 2       | Ukraina | Wadym Kołesnyk     | Metalist Charków   | 6     | 5             |
| 3       | Ukraina | Serhij Husiew      | Czornomoreć Odessa | 6     | 4             |
| 4       | Ukraina | Roman Bondarenko   | Torpedo Zaporoże   | 7     | 3             |
|         | Ukraina | Ołeksandr Wołkow   | Torpedo Zaporoże   | 8     | 3             |
|         | Ukraina | Ołeh Hołowań       | Metałurh Zaporoże  | 4     | 3             |
|         | Ukraina | Wiktor Danyłyszyn  | Krystał Czortków   | 4     | 3             |
|         | Ukraina | Wasyl Kardasz      | Skała Stryj        | 4     | 3             |
|         | Ukraina | Serhij Szczerbakow | Szachtar Donieck   | 4     | 3             |
| 10      | Ukraina | Ołeh Taran         | Metałurh Zaporoże  | 3     | 3 (1)         |
|         | Ukraina | Jurij Szełepnycki  | Czornomoreć Odessa | 6     | 3 (1)         |
| 12      | Ukraina | Jurij Strycharczuk | Polissia Żytomierz | 4     | 3 (2)         |